# Die Wünschdinger

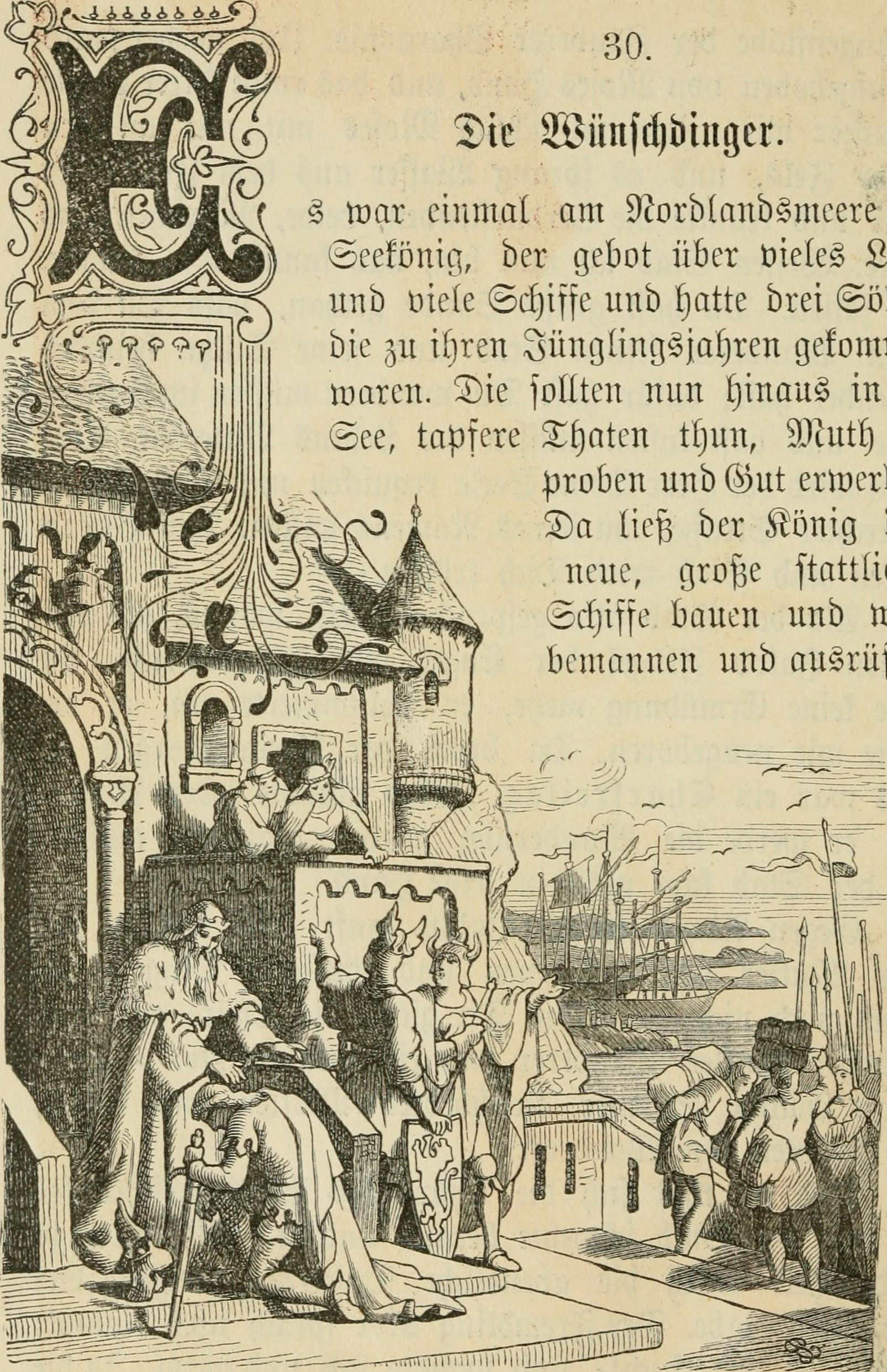
Illustration, 1890

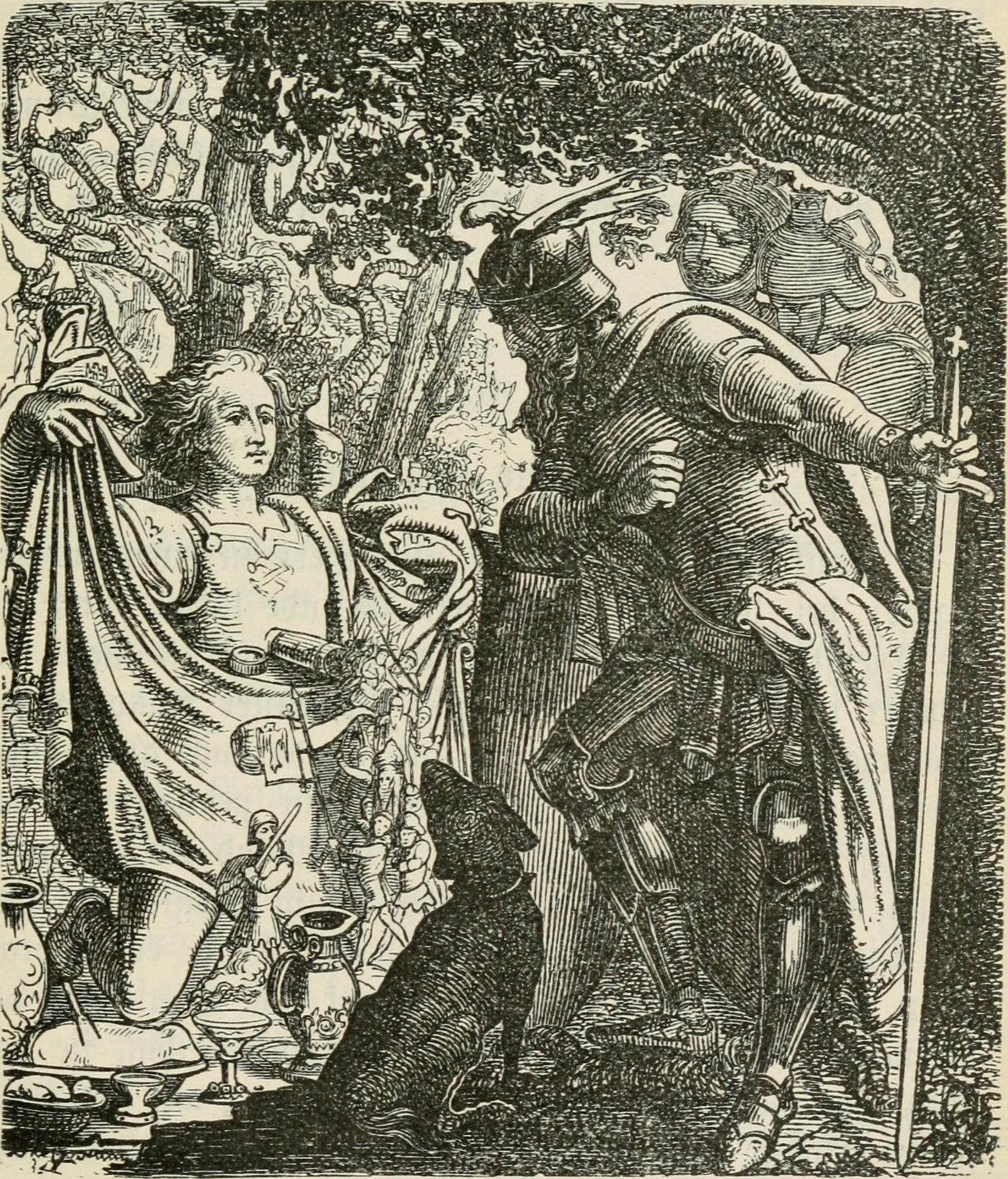
Illustration, 1890

Die Wünschdinger ist ein Märchen (AaTh 569). Es steht in Ludwig Bechsteins Neues deutsches Märchenbuch an Stelle 33 und stammt aus Johann Wilhelm Wolfs Deutsche Märchen und Sagen von 1845 (Nr. 26: Von vier Wunschdingen). Bei Bechstein schreibt sich der Titel Die Wünschdinge[r].

## Inhalt
Ein König am Nordmeer gibt jedem Sohn ein Schiff. Der erste fährt gen Osten und findet das Silberland, der zweite im Westen das Goldland Eldorado, und der Vater freut sich. Der dritte sucht auf einer kargen Südinsel zu Essen, wird ohnmächtig und begegnet einem Mädchen, das bei seiner alten Mutter ein Tuch holt, worauf die besten Speisen erscheinen. Damit sättigt er auch seine Mannschaft. Auf der zweiten Insel hat einer einen Stab, mit dem man sich ein Heer herbeizaubert, den lädt er ein, bietet ihm das Tuch zum Tausch und gewinnt es mit dem Stab zurück. So holt er sich noch von einer alten Frau einen Zaubermantel, der schöne Ländereien schafft, und von einem Geiger die Geige, die alle bezaubert. Wie er so heimkommt, ist der Vater enttäuscht. Doch er schlägt die einfallenden Feinde, speist seine Truppen, gibt ein Konzert und verschönert das Land. Wie versprochen holt er das Mädchen ab und heiratet es.

## Herkunft
Bechstein nennt die Quelle bei Wolf, etwas Humor habe er einfügt. Er dichtet: „Decke dich, mein Wünschtüchelein ...“, der zweite Vers variiert, der stolze Geiger kriegt Lachs und Kaviar. Bechstein bemerkt, dass es sich um verbreitete Märchenmotive handelt, schon „Wuotan“ heiße Wunsch, das Wünschtüchlein erinnere an Rolands Knappen, Tischlein deck dich und andere. Die Handlung bei Wolf stimmt überein. Die Brüder fahren in dieselbe Richtung, die Älteren machen bei Silber- und Goldgrube halt. Die Wunschdinge sind dann alle auf derselben Insel, die Geige kommt noch vor dem Mantel. Vgl. Bechsteins Des kleinen Hirten Glückstraum, Grimms Der Ranzen, das Hütlein und das Hörnlein, zum Mädchen auch Der Trommler, zur Geige Der wunderliche Spielmann, Der Jude im Dorn.